# We Belong Together
We Belong Together è una canzone della cantautrice statunitense Mariah Carey proveniente dal suo decimo album in studio, pubblicato nel 2005, The Emancipation of Mimi. Rilasciata il 14 marzo 2005 dalla Island Records come secondo singolo dell'album, "We Belong Together" fu scritta dalla cantautrice stessa con Jermaine Dupri, Manuel Steal e Johntà Austin e prodotta dai primi tre. La canzone contiene estratti dai testo dei singoli "If You Think You're Lonely Now" (di Bobby Womack, 1981) e "Two Occasions" (The Deele, 1987), e conseguentemente gli autori delle canzoni sono citati fra i crediti. Costruita attorno ad un semplice arrangiamento per pianoforte, "We Belong Together" narra della disperazione di una donna, che vive nel desiderio del ritorno del suo amante. 
Definita dai critici il suo grande ritorno dopo un periodo di relativo insuccesso tra il 2001 e il 2004, la canzone garantì alla Carey numerose nominations e vittorie di prestigiosi premi. Raggiungendo un grandissimo successo commerciale, il singolo stabilì numerosi record di classifica, diventando la 16ª n°1 della cantautrice nella Billboard Hot 100. Il singolo è arrivato al Numero 1 della Billboard Hot 100, rimanendovi per quattordici settimane, così come nella Billboard Hot R&B/Hip-Hop Songs, dove è rimasto in vetta per quindici settimane. Il singolo ha avuto successo in tutto il mondo, raggiungendo la prima posizione in tanti paesi (tra cui USA, Australia, Brasile, Canada e Israele) e in varie altre classifiche statunitensi (compresa la Billboard Pop 100), conquistando molti premi, inclusi due Grammy Awards, nel 2006.

## Genesi e contesto
Tra il 2001 e il 2003 Mariah Carey aveva scritto, prodotto e pubblicato due diversi album (Glitter e Charmbracelet), accolti rigidamente dalla critica e dal pubblico; questi infatti, nonostante avessero ricevuto grandissima copertura mediatica, fallirono nel raggiungere un successo eguale a quello riscontrato negli anni '90 dai precedenti album in studio dell'artista, riuscendo a vendere complessivamente solo 7 milioni di copie globalmente.
Il singolo è stata una delle ultime tracce registrate per l'album. Dopo una serie di flop, tra 2001 e 2003, la cantautrice è tornata in studio, nel 2004, per registrare un nuovo album. Il capo della Island Def Jam Records, Antonio "LA" Reid, ha spinto la cantautrice a comporre del materiale, da inserire poi nel disco, insieme a Jermaine Dupri, col quale, in passato, Mariah aveva già prodotto pezzi di successo. Così, la Carey ha raggiunto Dupri nei suoi studi di Atlanta e, in soli due giorni, i due hanno scritto, prodotto e registrato i brani Shake It Off e Get Your Number, i successivi due singoli tratti dall'album.
Al suo ritorno da Atlanta, la cantautrice ha passato il materiale a Reid, il quale è rimasto talmente impressionato dal lavoro prodotto da decidere di rispedire di nuovo la cantautrice da Dupri per comporre ulteriori tracce. Così, in un'ulteriore session, durata due giorni, i due musicisti hanno composto altre due canzoni, il primo singolo It's like That e proprio We Belong Together. La cantautrice ha dichiarato di aver inciso la versione definitiva del pezzo in una sola prova, dopo aver discusso a lungo con Dupri sulla composizione musicale, che doveva essere semplice per esaltare le doti vocali dell'artista.
La struttura del brano è molto semplice, essendo stata composta nella scala di do maggiore, sulla quale la cantautrice ha sviluppato uno stile di canto cosiddetto melismatico, influenzato perfino dal rap. Il testo della canzone parla della disperazione di una donna che anela il ritorno del suo amante, e fa delle citazioni musicali tipicamente soul: nella seconda strofa, infatti, la Carey racconta di aver acceso la radio per non pensare alle sofferenze d'amore, ma in quel momento stavano mandando If You Think You're Lonely Now di Bobby Womack, una triste canzone d'amore del 1981; ci riprova una seconda volta, ma sente in onda Two Occasions dei The Deele con Babyface, un altro pezzo triste. Gli autori di entrambe le canzoni citate sono stati inseriti nei credits della canzone.

## Video musicale
Il video musicale (contenuto anche nel CD singolo europeo), diretto da Brett Ratner, è il sequel di It's like That, e anche qui compaiono Eric Roberts e Wentworth Miller, rispettivamente nel ruolo di promesso sposo e amante segreto.
Il video mette in scena il mattino che segue il video precedente, ambientato durante la festa di addio al nubilato della cantautrice . Mariah viene ripresa mentre sta raggiungendo il promesso sposo all'altare, allestito in un sontuoso giardino. A un certo punto, si accorge di essere scrutata da lontano dall'amante ed ex ragazzo, e decide di abbandonare la cerimonia per correre tra le sue braccia. Così, i due scappano sulla macchina decappottabile di lui.
Nel video la cantante indossa lo stesso abito nuziale di Vera Wang indossato, nel 1993, per il suo matrimonio col produttore discografico Tommy Mottola. In altre scene, la cantautrice appare mentre canta il brano nelle stanze della villa in cui si sarebbe svolto il rinfresco, mentre si guarda allo specchio e si prepara per le nozze.

## Tracce
CD singolo (Australia, Europa)
1. "We Belong Together" (Album Version)
2. "We Belong Together" (DJ Clue remix)

CD maxi-singolo (Europa)
1. "We Belong Together" (Album Version)
2. "We Belong Together" (Reconstruction Radio Mix)
3. "It's like That" (Remix feat. Fat Joe)
4. "We Belong Together" (videoclip)

CD maxi-singolo (Regno Unito)
1. "We Belong Together" (Album Version)
2. "We Belong Together" (Reconstruction radio mix)
3. "We Belong Together" (Reconstruction club mix)
4. "We Belong Together" (Atlantic Soul vocal)
5. "We Belong Together" (Atlantic Soul instrumental)

7" (Canada, Regno Unito)
1. "We Belong Together" (Album Version)
2. "We Belong Together" (Remix feat. Jadakiss and Styles P)

## Successo commerciale

### Europa e Oceania
La canzone ha riscontrato un successo invidiabile anche in Europa e Oceania. In Australia, dove è stata certificata platino per le 70 000 copie vendute, la canzone ha debuttato in cima alla classifica ed è rimasta in prima posizione per due settimane. In Belgio, Francia, Danimarca e Italia la canzone è entrata in top 20, mentre in Nuova Zelanda, Svizzera e Germania è arrivata alla numero uno. In Regno Unito la canzone ha debuttato alla numero due, dietro a Ghetto Gospel di Tupac Shakur. La settimana dopo la canzone è scesa alla terza posizione, e poi è risalita alla numero due, questa volta superata da You're Beautiful di James Blunt. In totale We Belong Together ha passato un totale di 18 settimane nella classifica inglese.

## Riconoscimenti
Il brano ha ricevuto numerosi premi musicali, tra cui due Grammy nel 2006 come Miglior canzone R&B e Miglior Performance Vocale Femminile R&B. La canzone è stata inoltre inserita al primo posto da Billboard tra le 100 canzoni di maggior successo degli anni 2000, e al secondo posto tra le 100 canzoni R&B e Hip-Hop più famose della stessa decade, dietro solo Be Without You di Mary J. Blige.
Di seguito i titoli vinti.

### 2005
- Billboard Music Awards
  - Rhythmic Top 40 Title of the Year
  - Hot 100 song of the Year
  - Hot 100 Airplay of the Year
- Radio Music Awards
  - Song of the Year/Mainstream Hit Radio
  - Song of the Year/Urban and Rhythmic Radio
- Soul Train Lady of Soul Awards
  - Best R&B/Soul Single, Solo for
- Teen Choice Award
  - Choice Love Song
- Vibe Awards
  - Best R&B Song
- World Music Awards
  - World's Most-played Single

### 2006
- ASCAP Awards
  - "Song of the Year"
- BMI Urban Awards
  - Song of the Year
  - Number-one Billboard song
- Grammy Award
  - Best R&B Song
  - Best Female R&B Vocal Performance
- WPGC Music Awards
  - Best Song
  - Best Slow Song
- Groovevolt Music Awards
  - Song of the Year
  - Best Pop Female Song Performance
  - Best R&B/Soul Female Song Performance
- Soul Train Music Awards
  - Best R&B/Soul Single

## Classifiche

### Classifiche settimanali
| Classifica (2005)                | Posizione massima |
| -------------------------------- | ----------------- |
| Australia                        | 1                 |
| Brasile                          | 1                 |
| Canada                           | 1                 |
| Danimarca                        | 3                 |
| Europa                           | 4                 |
| Francia                          | 12                |
| Germania                         | 11                |
| Irlanda                          | 3                 |
| Israele                          | 1                 |
| Italia                           | 15                |
| Norvegia                         | 9                 |
| Nuova Zelanda                    | 2                 |
| Paesi Bassi                      | 2                 |
| Regno Unito                      | 2                 |
| Spagna                           | 3                 |
| Stati Uniti                      | 1                 |
| Stati Uniti (adult contemporary) | 3                 |
| Stati Uniti (dance club play)    | 1                 |
| Stati Uniti (R&B/hip-hop)        | 1                 |
| Stati Uniti (pop 100)            | 1                 |
| Svizzera                         | 4                 |

### Classifiche di fine secolo
| Classifica (2000-2024) | Posizione |
| ---------------------- | --------- |
| Stati Uniti            | 10        |

### Classifiche di tutti i tempi
| Classifica (1958-2021) | Posizione |
| ---------------------- | --------- |
| Stati Uniti            | 15        |